# Returnal
Returnal ist ein von dem finnischen Videospielentwickler-Studio Housemarque entwickeltes und von Sony Interactive Entertainment vermarktetes Videospiel. Der Third-Person-Shooter mit Rogue-Like-Anteilen wurde zuerst als Exklusivtitel der PlayStation 5 im April 2021 veröffentlicht. Im Februar 2023 erfolgte die Veröffentlichung der Portierung für Microsoft Windows.

## Handlung und Setting
In einer Science-Fiction-Welt strandet die Weltraumpilotin Selene mit ihrem Raumschiff Helios auf dem fiktiven Planeten Atropos und steckt dabei in einer Zeitschleife fest. Während Selene den Planeten erkundet, um den Ursprung eines mysteriösen Funksignals zu lokalisieren, stößt sie auf Ruinen einer fremden Kultur und feindlich gesinnte Kreaturen. Stirbt die Protagonistin, erwacht sie wenig später wieder an Bord ihres Schiffs. Sie kann sich an die Geschehnisse des letzten, Zyklus genannten, Durchlaufs erinnern, verliert aber nahezu vollständig alle aufgesammelten Waffen, Gegenstände und Verbesserungen. Die Handlung wird unter anderem von Audio-Logs vorangetrieben, die Selene bei alternativen Versionen von sich selbst aus einem vorherigen Zyklus findet. Ziel des Spielers ist es, in einem einzigen Durchlauf insgesamt sechs unterschiedliche Biome zu durchqueren, die jeweils von einem besonders starken Gegner bewacht werden, um schlussendlich das Geheimnis des Planeten und der Zeitschleife aufzudecken.

## Spielprinzip
Returnal ist ein Third-Person-Shooter mit Rogue-like-Anteilen. Es orientiert sich stark an den Metroidvania und Soulslike Sub-genres. Das Gameplay besteht aus einer Kombination aus Erkundung und Kämpfe gegen Alienwesen, die den Spieler in Form eines Bullet-Hell-Shooters mit Salven von Schüssen bedrohen, die oftmals den gesamten Bildschirm füllen. Zur Abwehr der Angriffe stehen der Spielfigur Selene ein Schub-Ausweichmanöver sowie der Einsatz unterschiedlicher Nah- und Fernkampfwaffen zur Verfügung, die mittels Upgrades aufgerüstet werden. Nach einem Tod von Selene verliert der Spieler die meisten aufgesammelten Waffen und Verbesserungen, einige wichtige Gegenstände werden aber permanent erworben. Beispielsweise der alternative Feuermodus einer Waffe, mit dem besonders starke Schüsse abgefeuert werden, eine Klinge für den Nahkampf sowie ein Enterhaken, mit dem der Spieler große Entfernungen überwinden kann und in späteren Durchläufen bereits vollständig erkundete Biome schneller durchquert.
Das Spiel unterstützt Raytracing und 3D-Audio-Effekte. Die Bildfrequenz liegt bei 60 Hz, während die Bildauflösung zunächst in 1080p berechnet und via temporaler Rekonstruktionsverfahren auf 4K hochskaliert wird.
Das Ascension-Update führt den kooperativen Online-Mehrspielermodus ein, der es bis zu zwei Spielern ermöglicht, die Kampagne des Spiels gemeinsam zu spielen.

## Entwicklung
Returnal wurde von der finnischen Firma Housemarque entwickelt und von Sony Interactive Entertainment veröffentlicht. Das Spiel befand sich mehr als vier Jahre in der Entwicklung. Es nutzt die Vorteile des DualSense-Controllers der PlayStation 5 und der Tempest Engine, um fortschrittliches haptisches Feedback, räumliches 3D-Audio und Raytracing-Effekte in Echtzeit zu unterstützen und so die Immersion des Spielers zu verbessern. Durch die erhöhte Rechenleistung und den Einbau eines speziellen Solid-State-Drive-Speichers in die PlayStation 5 bietet das Spiel kürzere Ladezeiten und eine große Vielfalt an Gegnern, visuellen Effekten und Objekten innerhalb der Spielszenen. 
Außerdem läuft das Spiel mit einer 4K-Auflösung und 60 Bildern pro Sekunde. Returnal bietet auch eine Originalmusik, die hauptsächlich von Bobby Krlic komponiert wurde.
Das Spiel wurde exklusiv für die PlayStation 5 entwickelt. Bei den The Game Awards 2022 am 8. Dezember 2022 wurde bekannt gegeben, dass das Spiel „Anfang 2023“ für den PC erscheinen würde.

## Rezeption
Returnal wurde von nationalen und internationalen Medien mit guten Wertungen bedacht. So erreichte das Spiel auf den Seiten für Wertungsaggregation Metacritic sowie OpenCritic jeweils einen Durchschnitt von 86/100 Punkten. Das Roguelike-Gameplay des Spiels, bei dem die Spieler nach einem Tod im Spiel die Level wiederholt durchspielen müssen, hat Kritiker und Spieler gespalten. Insbesondere wurde Returnal von den Spielern für das Fehlen einer Speicherfunktion kritisiert, während die Kritiker das Fehlen dieser Funktion eher gemischt beurteilten. PC Games lobte die griffige Action, die stimmungsvolle Umgebung und das Roguelike-Konzept, kritisierte aber Wiederholungen in der Level-Architektur, bedingt durch die Zufallsgenerierung. Auch wurden das Speichersystem und ein hohes Frustpotential als Negativpunkte genannt. Das Konsolenmagazin GamePro empfiehlt das Spiel deshalb nur Spielern mit einem starken Geduldsfaden, die Herausforderungen und hart erarbeiteten Fortschritt lieben.

„Die bisherigen Spiele der finnischen Entwickler:innen von Housemarque sind schon seit Jahren ein kleines Steckenpferd von mir. Ich hatte immer ein Faible für die blitzschnelle Action, die so oft mit eindrucksvollen Partikel- und Voxeleffekten kombiniert wurde. Diesen Ton trifft Returnal ebenfalls, trotz des ungewohnten Wechsels in die 3D-Umgebung. Sich in den hektischen Gefechten zu verlieren und schon fast instinktiv auszuweichen und anzugreifen, ist für mich der größte Reiz des Spiels. Und ich bekam mehr geboten, als ich erwartet hatte.“

Auch das englischsprachige Onlinemagazin IGN kritisiert das Fehlen von Speichermöglichkeiten, lobt allerdings die packende Action, bei der die Geschichte nie zu kurz käme. Die vielfältige Waffenauswahl wurde besonders hervorgehoben. Eurogamer lobte Returnal als technisch beeindruckenden Titel, der die visuellen und haptischen Möglichkeiten der PlayStation 5 hervorragend ausnutze. Die Handlung sorge mit ihren selten eingesetzten, aber wirkungsvollen Story-Sequenzen für Gänsehautmomente. Kritik gab es lediglich an der instabilen Bildrate zum Testzeitpunkt.

„Selten fühlte ich mich selbst in meinen erfolgloseren Runs so restlos von einem Spiel umfangen wie von diesem hier. Ich feiere den alle paar Minuten einsetzenden Moment, in dem ich wie in Trance durch Kugelstürme tanze, und verfluche, wenn Telefon oder Postbote klingeln und mich wieder rausreißen. Fast sieht es choreografiert aus, wenn man richtig "drin" ist. Wie Ballett, nur eben mit Lasern. Über 30 Stunden hab' ich reingesteckt und nicht eine bereut.“

Bis zum 18. Juli 2021 hatte sich das Spiel über 560.000 Mal verkauft.

### Auszeichnungen
(Quelle:)
- BAFTA AWARDS - Best Game; Audio Achievement; Best Music; Performer in a Leading Role
- NAVGTR Awards - Use of Sound/New IP; Sound Editing in a Game Cinema
- The Game Awards - Best Action Game